# ستيوارت أ. ريس
ستيوارت أ. ريس (بالإنجليزية: Stuart A. Reiss)‏ هو مصمم إنتاجي أمريكي، ولد في 15 يوليو 1921 في شيكاغو في الولايات المتحدة، وتوفي في عقد 2010.

## وصلات خارجية
- ستيوارت أ. ريس على موقع IMDb (الإنجليزية)
- ستيوارت أ. ريس على موقع ألو سيني (الفرنسية)
- ستيوارت أ. ريس على موقع أول موفي (الإنجليزية)
- ستيوارت أ. ريس على موقع قاعدة بيانات الأفلام السويدية (السويدية)
- ستيوارت أ. ريس على موقع قاعدة بيانات الفيلم (الإنجليزية)
- ستيوارت أ. ريس على موقع كينوبويسك (الروسية)